# CTL Tankpol
CTL Tankpol Sp. z o.o. – polski przewoźnik kolejowy istniejący w latach 1992–2012, a wchodzący w skład grupy CTL Logistics.
Spółka powstała w 1992 roku jako spółka pracownicza na bazie majątku Zakładu Transportu Kolejowego Zakładów Chemicznych Zachem w Bydgoszczy. Od 2000 roku była własnością CTL Logistics. W 2012 roku nastąpiło połączenie spółek handlowych CTL Logistics i CTL Tankpol przez przeniesienie całego majątku CTL Tankpol na CTL Logistics.

## Charakterystyka
Przedsiębiorstwo zajmowało się obsługą sieci bocznic kolejowych należących do zakładów chemicznych Zachem i Nitro-Chem w Bydgoszczy, na którą składa się 80 kilometrów torów i około 200 rozjazdów. Ponadto świadczyło usługi dla: Aftofina Polska, CTL Wagony, KGHM Polska Miedź, Pol-Mare i Zespołu Elektrociepłowni Bydgoszcz.
CTL Tankpol posiadał własne zaplecze techniczne w Bydgoszczy: warsztat naprawy cystern i lokomotywownię. Na tabor kolejowy spółki składało się około 800 wagonów – cystern do przewozu produktów chemicznych. Spółka eksploatowała lokomotywy: SM42, SM48 i ST43.